# Гнів Титанів
«Гнів Титанів» (англ. Wrath of the Titans) — американсько-іспанський фентезійний бойовик режисера Джонатана Лібесмана, що вийшов 2012 року. У головних ролях Сем Вортінгтон, Білл Наї, Едгар Рамірес, Ліам Нісон. Стрічка є продовженням фільму «Битва титанів».
Сценаристами стрічки були Ден Мейзо і Девід Джонсон, продюсерами — Безіл Іваник і Поллі Джонсен. Вперше фільм продемонстрували 28 березня 2012 року у низці країн світу. В Україні прем'єра фільму відбулась 29 березня 2012 року.

## Сюжет
Після перемоги Персея над морським чудовиськом Кракеном минуло 10 років. Тепер напівбог живе у селищі разом зі своїм сином, а на прожиття заробляє рибальством. Тим часом боги, через зменшення віри людей у них, втрачають контроль над титанами. Аїд і Арес ідуть на угоду з Кроносом, а Зевса ув'язнюють у Тартарі. Тепер Персей має піти у Тартар і врятувати Зевса і все людство.

## У ролях
| Актор            | Персонаж                    | Роль                          |
| ---------------- | --------------------------- | ----------------------------- |
| Сем Вортінгтон   | Персей (англ. Perseus)      | напівбог, син Зевса           |
| Ліам Нісон       | Зевс (англ. Zeus)           | верховний бог, батько Персея  |
| Розамунд Пайк    | Андромеда (англ. Andromeda) | принцеса, яку врятував Персей |
| Ральф Файнс      | Аїд (англ. Hades)           | бог підземного царства        |
| Білл Наї         | Гефест (англ. Hephaestus)   | бог вогню, син Зевса          |
| Едгар Рамірес    | Арес (англ. Ares)           | бог війни                     |
| Тобі Кеббелл     | Агенор (англ. Agenor)       | ув'язнений син Посейдона      |
| Денні Г'юстон    | Посейдон (англ. Poseidon)   | бог моря                      |
| Лілі Джеймс      | Корріна (англ. Korrina)     | войовниця з Аргосу            |
| Мартін Бейфілд   | Аргес (англ. Arges)         | циклоп                        |
| Спенсер Вайлдінг | Мінотавр (англ. Minotaur)   | страховисько у лабіринті      |

## Сприйняття

### Критика
Фільм отримав загалом негативно-змішані відгуки: Rotten Tomatoes дав оцінку 25% на основі 165 відгуків від критиків (середня оцінка 4,4/10) і 49% від глядачів із середньою оцінкою 3,3/5 (153,192 голоси). Загалом на сайті фільми має негативний рейтинг, фільму зарахований «гнилий помідор» від кінокритиків і «розсипаний попкорн» від глядачів, Internet Movie Database — 5,7/10 (108 458 голосів), Metacritic — 37/100 (32 відгуки критиків) і 5,2/10 від глядачів (240 голосів). Загалом на цьому ресурсі від критиків фільм отримав негативні відгуки, а від глядачів — змішані.

### Касові збори
Під час показу у США, що розпочався 30 березня 2012 року, протягом першого тижня фільм показали у 3,545 кінотеатрах і він зібрав $33,457,188, що на той час дозволило йому зайняти 2 місце серед усіх прем'єр. Показ фільму протривав 91 день (13 тижнів) і завершився 28 червня 2012 року. За цей час фільм зібрав у прокаті у США $83,670,083, а у решті світу $221,600,000, тобто загалом $305,270,083 при бюджеті $150 млн.
Під час показу в Україні, що стартував 29 березня 2012 року, протягом першого тижня фільм показаний у 101 кінотеатрі і він зібрав $806,772, що на той час дозволило йому зайняти 1 місце серед усіх прем'єр. Показ фільму протривав до 13 травня 2012 року, за цей в Україні фільм зібрав $1,667,885. Із цим показником стрічка зайняла 19 місце у кінопрокаті за касовими зборами і увійшла у список лідерів кінопрокату України 2012 року.

### Нагороди і номінації[12]
| Рік  | Нагорода             | Категорія                                  | Номінант         | Результат |
| ---- | -------------------- | ------------------------------------------ | ---------------- | --------- |
| 2012 | ALMA Awards          | Улюблений кіноактр: роль другого плану     | Едгар Рамірес    | Перемога  |
| 2012 | BMI Film & TV Awards | Музика до фільму                           | Хав'єр Наваррете | Перемога  |
| 2012 | Teen Choice Awards   | Вибір фільму: наукова фантастика / фентезі | стрічка          | Номінація |
| 2013 | Золота малина        | Найгірший актор другого плану              | Ліам Нісон       | Номінація |